# Theodor Langhans
 (janvier 2010).
Si vous disposez d'ouvrages ou d'articles de référence ou si vous connaissez des sites web de qualité traitant du thème abordé ici, merci de compléter l'article en donnant les références utiles à sa vérifiabilité et en les liant à la section « Notes et références ».
Theodor Langhans (28 septembre 1839 - 22 octobre 1915) était un pathologiste allemand natif d'Usingen, en Hesse. Il a étudié la médecine à l'université de Heidelberg et à l'université de Göttingen sous Friedrich Gustav Jakob Henle (1809–1885), à Berlin sous Rudolf Virchow (1821–1902) et à Wurtzbourg, où il est devenu assistant de Friedrich Daniel von Recklinghausen (1833–1910). En 1867, il devint professeur à l'université de Marbourg et en 1872, il est devenu professeur de pathologie à l'université de Giessen, où il a succédé à Ludwig Franz Alexander Winther (de) (1812-1871). 
De 1872 jusqu'en 1912, Langhans a été professeur de l'anatomie pathologique à l'université de Berne, où l'un de ses assistants a été le chirurgien Fritz de Quervain (1868-1940). 
Langhans est connu pour sa découverte des cellules géantes multinucléées qui se retrouvent dans les conditions granulomateuses, et sont maintenant appelées cellules géantes de Langhans. Son nom est également associé aux cellules de Langhans, cellules du cytotrophoblaste qui est une des deux couches de la villosité choriale avec le syncytiotrophoblaste. Le cytotrophoblaste est parfois nommé couche de Langhans.
Ne pas le confondre  (erreur classique)  avec son contemporain Paul Langerhans (médecin), découvreur des cellules de Langerhans et des Îlot de Langerhans, qui publia dans le même journal (Virchow's Archives) et la même année (1868).